# Candida da Milazzo
Candida (XV secolo – Milazzo, XV secolo) fu una vergine laica dell'Ordine dei Minimi.

## Culto
Una tradizione milazzese ci consegna la figura di Candida, popolarmente venerata con il titolo di Beata, il cui nome però non compare nell’elenco della santità dell’Ordine dei Minimi. 
Candida, vissuta a Milazzo nel XV secolo, conobbe San Francesco da Paola, e ne divenne discepola, secondo la regola del Terz'ordine, quando il Santo sostò a Milazzo, tra il 1464 e il 1467, fino al 1479 e il 1482.
Scrive uno studioso: "Ma se della dimora di Francesco in Sicilia non ci rimane alcuno suo scritto, ci resta qualcosa di più notevole e di più prezioso: i frutti salutarissimi dell'opera sua”.
Tra “i frutti salutissimi” c'è una immensa schiera di santità laicale, come le sorelle Angelica, Pelagia e Biagia Leonti (1559 – 1591), e molti altri tra cui Candida.
Nella memoria milazzese il suo nome è legato ad un episodio: Candida vuole un ricordo del Santo alla sua partenza dalla città. Per cui San Francesco di Paola impresse, in modo prodigioso, la sua immagine sulla porta della casa di Candida. Questo ricordo, ricoperto da una riza argentea, che mostrava solo il volto del Santo, fu venerato Santuario di San Francesco da Paola di Milazzo (Messina) fino al 1908, quando un incendio lo distrusse.
Candida morì a Milazzo nella seconda metà del XV secolo. Altre notizie sono solo fantasiose e incerte. La vera questione dell’esistenza di Candida è che nell’elenco della santità dell’Ordine dei Minimi, edito a Roma nel 1928, solo vent'anni dopo l’incendio, che bruciò il quadro di San Francesco di Paola, non è nominata.
Purtroppo quanto suddetto è solo frutto una grande confusione tra il corpo santo di nome Candida venerato a Milazzo e la figura storica di Angelica Leonti da Milazzo, che per la bellezza e purezza del viso fu soprannominata "Candida", in questa confusione e sdoppiamento di identità fu venerata il lunedì dopo la prima domenica di maggio, e fino al 2011 era confusa con il corpo santo di nome Candida venerato a Milazzo (vedi immagine a lato).
Si può quindi concludere che non esiste nessuna Candida da Milazzo, ma è solo lo sdoppiamento dell'identità di Angelica (Angela) Leonti da Milazzo. Ad oggi venerata a Milazzo, come "beata", titolo popolare, il 6 dicembre.